# Ивашкин, Вячеслав Васильевич
Вячесла́в Васи́льевич Ива́шкин (род. 6 марта 1974) — российский легкоатлет, специалист по метанию диска. Выступал на профессиональном уровне в 2001—2010 годах, серебряный и бронзовый призёр чемпионатов России, победитель ряда крупных турниров всероссийского значения, участник международных соревнований в составе российской сборной.

## Биография
Вячеслав Ивашкин родился 6 марта 1974 года.
Впервые заявил о себе на всероссийском уровне в сезоне 2001 года, когда в метании диска стал шестым на зимнем чемпионате России в Адлере и восьмым на летнем чемпионате России в Туле.
В 2002 году в той же дисциплине был четвёртым на зимнем чемпионате России в Адлере и пятым на летнем чемпионате России в Чебоксарах, одержал победу на чемпионате Европы среди полицейских в польском Ольштыне.
В 2003 году взял бронзу на всероссийских соревнованиях в Туле, получил серебро на Мемориале братьев Знаменских в Туле и на чемпионате России в Туле.
В 2004 году стал бронзовым призёром на зимнем чемпионате России по длинным метаниям в Адлере, занял 15-е место на Европейском вызове по зимним метаниям в Марсе, превзошёл всех соперников на Мемориале братьев Знаменских в Казани, показал шестой результат на летнем чемпионате России в Туле.
В 2005 году был четвёртым на зимнем чемпионате России в Адлере и пятым на летнем чемпионате России в Туле, отметился победой на Мемориале Владимира Куца в Москве.
В 2006 году выиграл серебряную медаль на зимнем чемпионате России в Адлере, стал четвёртым на Кубке Европы по зимним метаниям в Тель-Авиве, седьмым на летнем чемпионате России в Туле. На Кубке России в Туле стал бронзовым призёром и установил свой личный рекорд в метании диска — 62,08 метра.
В 2007 году вновь получил серебро на зимнем чемпионате России в Адлере, победил на всероссийских соревнованиях в Сочи, был третьим на Кубке России в Туле и четвёртым на летнем чемпионате России в Туле.
В 2008 году завоевал серебряную награду на зимнем чемпионате России в Адлере, занял четвёртое место на летнем чемпионате России в Казани.
В 2009 году взял бронзу на зимнем чемпионате России в Адлере, показал седьмой результат на летнем чемпионате России в Чебоксарах.
На зимнем чемпионате России 2010 года в Адлере стал четвёртым. По окончании сезона завершил спортивную карьеру.